# Valeseguyidae
Valeseguyidae  (лат.) — семейство двукрылых насекомых, к которому относится всего один современный вид и два вымерших (меловой и из миоцена).

## Описание
Вид Cretoseguya burmitica известен лишь по одному найденному экземпляру самки в бирманском янтаре, и который датируется верхним мелом.

## Систематика
Род Valeseguya Коллесс (Colless) выделял как подсемейство семейства разноножек (Mycetobiidae или же Anisopodidae). Семейство Valeseguyidae в данный момент включает следующие виды:
- род: Valeseguya Colless, 1990
  - вид: †Valeseguya disjuncta Grimaldi, 1991 — доминиканский янтарь[3]
  - вид: Valeseguya rieki Colless, 1990 — штат Виктория (Австралия)[4]
- род: †Cretoseguya Amorim & Grimaldi, 2006
  - вид: †Cretoseguya burmitica Amorim & Grimaldi, 2006 — бирманский янтарь[1]